# Mansfield (Washington)
Mansfield é uma cidade  localizada no estado norte-americano de Washington, no Condado de Douglas.

## Demografia
Segundo o censo norte-americano de 2000, a sua população era de 319 habitantes.
Em 2006, foi estimada uma população de 336, um aumento de 17 (5.3%).

## Geografia
De acordo com o United States Census Bureau tem uma área de
0,8 km², dos quais 0,8 km² cobertos por terra e 0,0 km² cobertos por água. Mansfield localiza-se a aproximadamente 693 m acima do nível do mar.

## Localidades na vizinhança
O diagrama seguinte representa as localidades num raio de 36 km ao redor de Mansfield.